# Jason McAteer
Jason McAteer   (Birkenhead, 18 de juny de 1971)Jason Wynne McAteer (Birkenhead, Anglaterra, 18 de juny de 1971), és un exfutbolista irlandès, tot i que va néixer a Anglaterra, i que fou internacional amb la selecció de la República d'Irlanda. Jugava com a migcampista defensiu, i es va retirar el 2007, als 36 anys.